# F-4 Phantom II
McDonnell Douglas F-4 Phantom II este un avion de vânătoare/avion de luptă multirol cu dublă comandă, cu rază lungă de acțiune, pentru toate condițiile meteorologice, proiectat de McDonnell Douglas pentru U.S. Navy.